# 马尔洋河
马尔洋河，位于中华人民共和国新疆维吾尔自治区喀什地区塔什库尔干塔吉克自治县马尔洋乡境内的一条河流，是叶尔羌河中游左岸支流。河名源自塔吉克语，意为“彩云沟”。马尔洋河发源于皮得其力尕山东北坡塔阿什琼克尔冰川末端，大体自西北向东南流，经马尔洋乡政府驻地，汇入叶尔羌河。河流全长32千米，流域面积约462平方千米，年均径流量约0.57亿立方米。流域内山高坡陡，沟谷纵横，农牧区仅分布在河谷地带。